# Franz Delitzsch

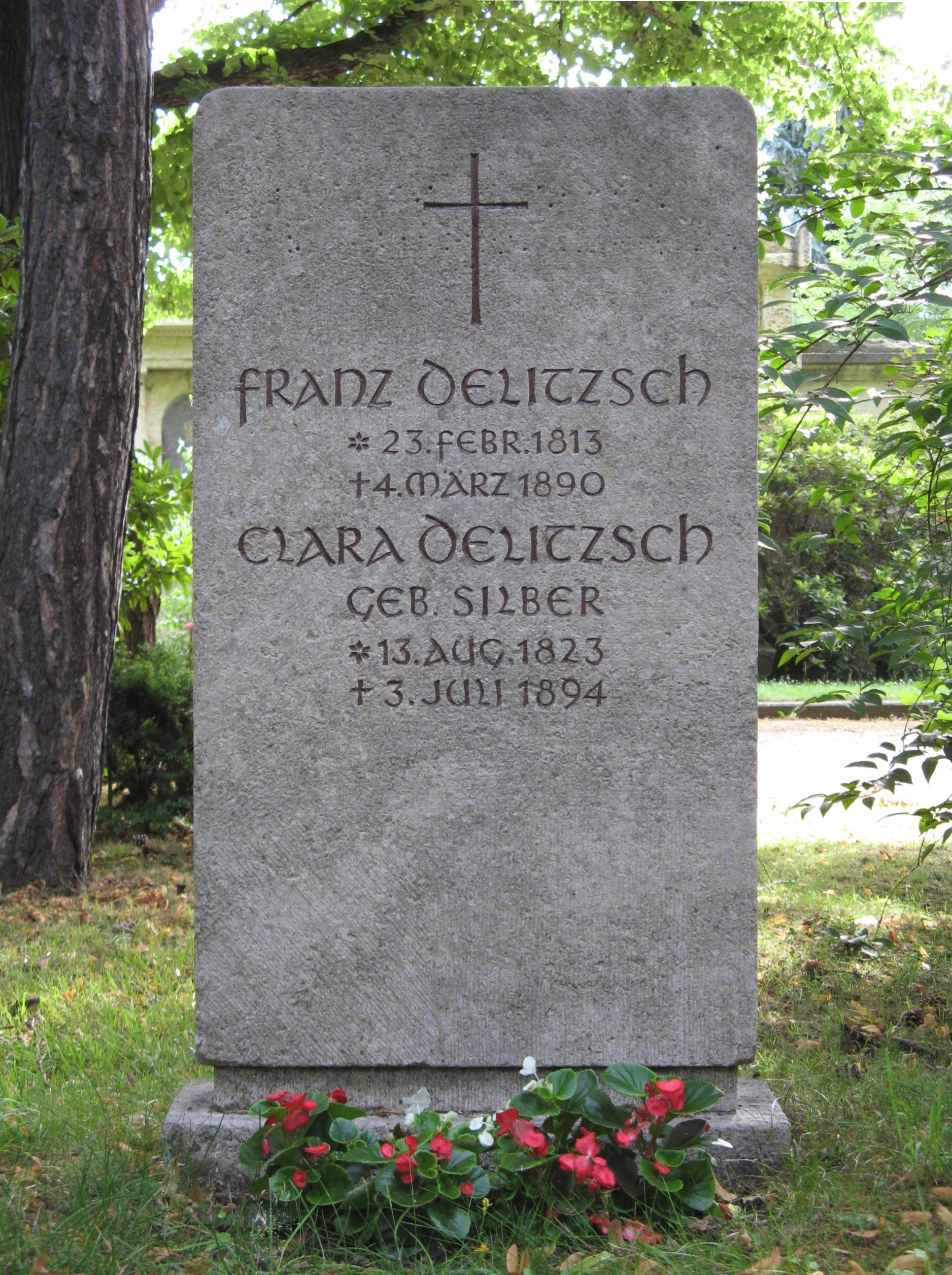
Grób Franza Delitzscha i jego żony na Leipziger Südfriedhof

Franz Delitzsch (ur. w 1813 r. w Lipsku, zm. w roku 1890 tamże) – niemiecki hebraista i teolog protestancki. Profesor uniwersytetów w Rostocku, Erlangen, a od 1867 r. w Lipsku. Początkowo zwolennik ortodoksji luterańskiej, w ostatnich latach życia pod wpływem teologii liberalnej.
Autor tłumaczenia Nowego Testamentu na język hebrajski pt. „Die Bücher des neuen Bundes aus dem Griechischen in's Hebräisches übersetzt” (1877). Ponadto napisał „System der biblischen Psychologie” (1856), „System der christlischen Apologetik” (1869), „Das Sakrament der wahren Leibes und Blutes Jesu Christi” (1844) i wiele innych prac z zakresu teologii.
Niektóre dzieła powstały we współpracy z innymi teologami protestanckimi, jak Gregory i Carl Friedrich Keil.

## Dzieła
- Handschriftliche Funde: Die Erasmischen Entstellungen des Textes der Apokalypse (Leipzig 1861)
- Berit chadascha, hebräische Übersetzung des Neuen Testaments, 1877 (an der Delitzsch über fünfzig Jahre gearbeitet hatte)
- Rohling's Talmudjude beleuchtet, Leipzig 1881 (Delitzschs Nachweis von Rohlings Fälschungen und Entstellungen)
- Neuer Kommentar über die Genesis, mit einem Geleitwort von Prof.Dr. Siegfried Wagner, Gießen/Basel (Brunnen), 1999 (Nachdruck der Ausgabe Leipzig [Dörffling und Franke] 1887).
- Messianische Weissagungen in geschichtlicher Folge, mit einem Geleitwort von Dr. Gerhard Maier, Gießen/Basel (Brunnen), 1992. (Nachdruck der ersten Auflage Leipzig [Faber] 1890).
- Die Psalmen, Gießen/Basel (Brunnen), 2005 (Nachdruck der fünften, bearbeiteten Auflage Leipzig [Dörffling und Franke] 1894)